# 石川県立明和特別支援学校
石川県立明和特別支援学校（いしかわけんりつ めいわとくべつしえんがっこう）は、石川県野々市市中林にある県立特別支援学校。知的障害児、肢体不自由児を対象とする併置校。
1975年4月に知的障害児を対象として石川県立明和養護学校が開校。2010年4月には肢体不自由児を対象とする石川県立養護学校と統合し、新たに石川県立明和特別支援学校として開校した。

## 学部
- 小学部
- 中学部
- 高等部

## 沿革
- 1975年4月 - 石川県立明和養護学校開校。
- 2010年4月 - 石川県立養護学校と統合し、石川県立明和特別支援学校となる。[1]
- 2013年4月 - 松任分校を廃止し本校に統合。[2]
- 2015年5月16日 - 第66回全国植樹祭に先立ち天皇・皇后が来校する[3]。

## 交通アクセス
- 野々市市コミュニティバス“のっティ”南部ルート「明和特別支援学校」停留所下車